# Syncalathium chrysocephalum
Syncalathium chrysocephalum là một loài thực vật có hoa trong họ Cúc. Loài này được (C.Shih) C.Shih miêu tả khoa học đầu tiên năm 1997.